# Sphongophorus ballista
Sphongophorus ballista is een halfvleugelig insect uit de familie bochelcicaden (Membracidae). De soort werd voor het eerst wetenschappelijk beschreven door Amyot & Serville in 1843.
De cicade heeft een extreem lang lichaamsuitsteeksel waardoor het dier sprekend op een takje lijkt.